# 环城区
环城区（1978年2月—1982年8月）是中华人民共和国福建省福州市历史上的一个市辖区。
1978年2月，蔬菜区改名为环城区。1981年10月，析环城区新店公社之五四路东侧、火车站南侧、沿金鸡山顶南下接晋安河以西地区，增设五四街道办事处，隶属鼓楼区。1982年8月，撤销环城区，所属洪山、台江、仓山、新店、建新等公社划归郊区。